# 教皇庁年鑑
教皇庁年鑑（きょうこうちょうねんかん、伊: Annuario Pontificio）は、カトリック教会・ローマ教皇庁に関する年鑑である。歴代の教皇と教皇庁各部門の全職員の年代順の一覧、全ての枢機卿や司教の氏名と連絡先、教区ごとの統計情報、教皇庁の各部局、教皇庁の在外公館、教皇庁に派遣されている公使・大使、カトリック関連の宗教団体とその統計、教皇庁の学術機関などの情報が掲載されている。索引には、本文中に登場する全ての氏名のほか、「モンシニョール」の称号を与えられた全ての司祭の氏名が掲載されている。
教会統計中央局が編集し、バチカン出版局が発行している。内容はほとんどがイタリア語で記載されている。2015年版は約2,400ページで、価格は78ユーロだった。
2022年の教皇庁年鑑によると、2020年末時点で世界のカトリック信者数は13億5961万2000人だった。

## 歴史
カトリック教会の年鑑は、中断はあったものの1716年から1859年まで、ローマのクラカス印刷社によって『〇〇年の情報』（伊: Notizie per l'Anno ...）のタイトルで発行されていた。この本とは別に、1851年から教皇庁が『全世界の聖ローマ・カトリック使徒教会の階層』(伊: Gerarchia della Santa Chiesa Cattolica Apostolica Romana in Tutto L'Orbe）の刊行を始め、1860年に『教皇庁年鑑』（伊: Annuario Pontificio）に改題したが、1870年に休刊した。この年鑑は、教皇庁自体が発行した初の年鑑だったが、実際の編集は教皇庁の半公式新聞である『ジョルナーレ・ディ・ローマ』に委託された。これとは別に、モナルディ兄弟が1872年に『〇〇年のカトリックの階層と教皇の家系』（伊: La Gerarchia Cattolica e la Famiglia Pontificia per l'Anno ...）という年鑑の制作を開始した。1885年にバチカン出版局がモナルディ兄弟の年鑑を引き継ぎ、半公式出版物となった。1899年からは「公式出版物」と表示されていたが、1905年に『使徒座公報』（伊: Acta Apostolicae Sedis）が教皇庁唯一の公式出版物であると宣言されたため、本書の「公式出版物」という表記は消滅した。1912年に『教皇庁年鑑』に改題された。同年より、人名一覧だけでなく、教皇庁各部門や教皇庁内の役職に関する説明文も掲載するようになり、1925年より一旦中断されたものの、1940年以降復活した。

## 教皇一覧
『教皇庁年鑑』には、カトリック教会の歴代の教皇の一覧が掲載されている。どの教皇を正統とするかの解釈は時代によって変化しており、それは本書の教皇一覧にも反映される。例えば、1942年版では、教会大分裂の解決のために開かれた1409年のピサ教会会議の決定を認め、その結果として即位したアレクサンデル5世とその後継のヨハネス23世を正統な教皇として一覧に加えていた.。その後、1958年に即位した教皇が「議論の余地のない正統性を持つ22人のヨハネス」と述べて、ヨハネ23世と名乗ったことにより、教会大分裂時代のヨハネス23世はアレクサンデル5世とともに対立教皇として再解釈され、同年以降の『教皇庁年鑑』にも反映された。

## 統計データ
多くの教会では、信徒数をカウントして正確な統計を取っている。『教皇庁年鑑』は、カトリック教会に関する世界的な統計を教区別に掲載している。
大司教区と教区に関する統計データは、関係する教区教務所から提供されたものであり、別に記載がない限り、発行年の前年の12月31日の状況を反映したものである。教区ごとに記載されるデータは以下のものである。
- 面積
- 人口
- カトリック信者数
- 小教区と準小教区
- 教会または伝道所
- 教区に居住する世俗司祭
- その年に叙階された教区司祭
- 教区に居住する修道司祭
- その年に叙階された修道司祭
- 常任助祭
- 哲学と神学を履修している神学生
- 男子修道会会員
- 女子修道会会員
- 教育機関
- 慈善団体
- 洗礼